# Folklore (album de Taylor Swift)
folklore este al optulea album al cântăreței americane Taylor Swift. A fost lansat pe 24 iulie 2020 prin Republic Records, la 11 luni după albumul ei precedent Lover (2019). Întreg albumul a fost scris în carantina din cauza pandemiei COVID-19, în doar 3 luni, fiind produs de Aaron Dessner, Jack Antonoff, și Taylor însăși—colaborări în mediul virtual. Este un album surpriză, fiind anunțat pe rețelele de socializare doar cu ore înainte de lansare. Deviază de sunetul pop al albumelor recente ale lui Taylor, fiind categorisit indie, folk și alternative, condus în principal de pian și chitară acustică. Lirismul conține elemente ficționale, piesele expunând povești cu personaje create de Taylor însăși, inspirate din viața sa personală. Mai târziu, Taylor a lansat un „album-soră”, numit evermore.
Albumul a fost instant primit cu opinii extrem de pozitive din partea criticilor, dar din partea publicului general. Are cel mai mare scor critic din întreaga carieră a ei, cu peste zece scoruri de 100/100 și un scor total de 88/100, iar mulți îl consideră cel mai bun album al lui Taylor. A fost apreciat pentru consistența sonică, atmosfera magică produsă de piese, și pentru lirismul poetic. A câștigat premiul „Albumul Anului” la Premiile Grammy, al treilea câștig al artistei.
A spart numeroase recorduri de streaming și vânzări, inclusiv cel mai mare zi pentru un album feminin din istorie pe Spotify, Apple Music și Youtube, cele mai importante servicii de streaming. În prima săptămână a vândut peste 2 milioane de copii global, dintre care 1.3 milioane au fost vândute în prima zi. Albumul a ajuns pe poziția #1 în țări precum Regatul Unit, Irlanda, Canada, Australia, Noua Zeelandă, Belgia, Elveția și multe altele.
În SUA, cu un debut de 846,000 de copii vândute în prima săptămână pe Billboard 200, a devenit al șaptelea ei album #1 consecutiv, cel mai mare debut al anului 2020, dar și cel mai mare debut de la propriul debut cu Lover în 2019. Toate cele 16 piese de pe album au debutat pe topul Hot 100, cu trei dintre ele în Top 10: lead-single-ul (primul single oficial) „cardigan” pe poziția #1, fiind a șasea piesă a lui Taylor care să ajungă #1, și făcând-o primul artist din istorie care să debuteze atât un album cât și o piesă la #1 în aceeași săptămână, în timp ce „the 1” a debutat la #4 și „exile (ft. Bon Iver)” pe locul #6. Cele trei piese au debutat în Topul 10 a mai multelor țări, cum ar fi Regatul Unit, Irlanda, Canada, Australia și Noua Zeelandă. La finalul celei de a treia săptămâni, toate petrecute la #1, albumul a depășit 1 milion de copii în SUA, cel mai rapid album al anului 2020 care să realizeze asta. Albumul a petrecut un total de 8 săptămâni la #1 pe topul Billboard 200. Este oficial cel mai bine vândut album al anului 2020 în SUA.

## Scrierea și crearea albumului
„A început vizual. Imagini care mi se formau în minte și îmi stârneau curiozitatea. Stele desenate lângă cicatrici. Un cardigan care în miroase a pierdere după 20 de ani. Vasuri de luptă care se scufundă in ocean. Leagănul agățat de copac în copilărie. Un glob disco învârtindu-se peste o sală de dans. O sticlă de whiskey faăcându-ți un semn. Un om exilat mergând singur întrebându-se cum a putut totul să meargă așa de prost. Bunicul meu ajungând pe frontul Guadalcanal în 1942. Destul de repede aceste imagini și-au creat fețe și nume care au devenit personaje. M-am regăsit scriindu-mi propriile povești, dar și scriind din perspectiva unor persoane pe care nu le-am cunoscut niciodată, persoane de care auzisem, sau persoane despre care îmi doream să nu aud.”—Taylor în interviu cu Billboard
Din aprilie 2020 Taylor trebuia să își înceapă turneul mondial, „Lover Fest”, pentru al șaptelea ei album Lover (2019), dar din cauza pandemiei de COVID-19 turneul a fost anulat. Așadar, în timpul carantinei Taylor „și-a lăsat imaginația să curgă” și a început să scrie cântece, în care „și-a pus toate visele, fricile și trăirile” și a colaborat cu „eroii ei muzicali” să le realizeze. Taylor, Jack Antonoff, un producător prezent pe toate albumele pop ale lui Taylor și Aaron Dessner, un producător cu care lucrează pentru prima dată, sunt cei trei producători de pe folklore. De asemenea, ei sunt și principalii scriitori ai albumului, împreună cu William Bowery (2 piese - numele este unul fals, adevăratul scriitor fiind iubitul lui Taylor, Joe Alwyn, lucru confirmat de ea însăși) și Justin Vernon (1 piesă). Swift a scris, evident, fiecare piesă de pe album, cu „my tears ricochet” fiind scrisă solo.
Albumul și crearea lui au fost un secret complet, toți colaboratorii lui Taylor fiind nevoiți să țină acest secret, iar pe setul de filmare pentru video-ul pentru „cardigan”, melodia nu a fost pusă, Taylor purtând o cască. De asemenea, Dessner și Swift au confirmat că nici măcar casa ei de discuri nu au știut despre album până înainte de o săptămână de la lansare.

## Direcția artistică

### Temele versurilor & estetică
Sunetul albumului folklore este caracterizat ca fiind indie-folk, alternative, electro-folk și chamber-pop cu influențe de indie-rock, dream-pop și country. Deviază astfel de la sunetul pop al ultimelor trei albume ale lui Taylor. Albumul conține balade cinematice, cu un tempo încet, cu estetică „pământească” și structuri elegante. Piesele sunt conduse de piane line și de chitare ciupite și adânci. Mulți critici au spus că producția pieselor are o textură mai „înceată”, deși instrumentele joacă un rol vital în fiecare cântec, pentru a pune în prim-plan versurile poetice ale lui Taylor.
În comparație cu albumele precedente ale lui Taylor, lirismul acestuia este mai adânc ca niciodată, un „povestit” viu, care formează o ficțiune inspirată din viața ei personală trecută prin numeroase perspective, chiar și cu narații la persoana a III-a. Temele și motivele cântecelor variază, fiind povești pure, cu un element vizual adăugat, cum ar fi: o văduvă urâtă de către întregul ei oraș (fosta proprietară a uneia dintre casele lui Taylor), o fantomă urmărindu-și propria înmormântare, o fetiță de șapte ani speriată, o scenă de război (bunicul ei luptând în Al Doilea Război Mondial) sau un adolescent indecis. Trei cântece de pe album — „cardigan”, „august”  și „betty” — formează un triunghi de iubire între trei personaje create de Taylor însăși, fiecare fiind din perspectiva al unuia dintre membrii în diferite momente din viața lor („cardigan” - perspectiva lui Betty; „betty” - perspectiva lui James; „august” - perspectiva a unei fete fără nume). Universul personajelor este extins în piesele albumului evermore.

## Lansarea
folklore a marcat prima dată când Taylor nu a respectat lansarea tradițională a albumelor (cel puțin un single lansat înaintea albumului), și a lansat albumul direct, spunând: „Instinctul îmi spune că dacă ai creat ceva ceea ce iubești, ar trebui să îl împărtășești cu lumea.”. Așa că, a anunțat albumul cu 16 ore înainte de lansare, pe rețelele de socializare, fiind lansat pe 24 iulie 2020. Pe site-ul ei au fost valabile în prima săptămână 8 ediții limitate ale albumului, cu coperți diferite, sub formă de CD-uri si vinyluri, acestea conținând și o piesă bonus. În a treia săptămână de la lansare, folklore a fost lansat și în magazinele de retail, iar următoarea săptămână ediția deluxe a fost lansată pe serviciile de streaming și cele digitale, cu piesa bonus „the lakes”. De pe 20 august, CD-uri cu autograful lui Taylor au început să apară în magazine independente de muzică din SUA, pentru a ajuta afacerile mici și locale pe parcursul pandemiei.

### Single-uri
Lead single-ul (primul single) de pe album a fost „cardigan”, acompaniat de un video, lansat, evident, în aceeași zi cu albumul. Cântecul a fost trimis la radio-urile pop și adult-contemporan pe 27 iulie. În aceeași zi, au fost lansate pe site-ul ei CD-uri limitate cu cântecul, dar și o înregistrare a lui Taylor din una din sesiune de scriere a cântecului. A fost lansată și o versiune cu un instrumental diferit a piesei, „cardigan (cabin in candlelight version)”. Piesa a debutat la locul #1 pe Hot 100, devenind a șasea piesă a lui Taylor care să ocupe poziția fruntașă, și al doilea debut la acea poziție (în prezent 8 piese #1 / 4 debuturi).
Nu a fost lansat un al doilea single oficial (care să fie trimis la radio-uri pop, și eventual cu un video), dar în august, „exile” a fost trimis la radio-uri alternative (deși este un format mic, aproape nesemnificativ) și „betty” la radio-uri country. Taylor a și cântat „betty” la Premiile Country Americane (prima dată în 7 ani când Taylor a cântat acolo).

### Film-concert & album live
Un concert-documentar, numit „folklore: the long pond studio sessions”, a fost lansat pe 25 Noiembrie 2020 pe Disney+. Taylor a fost regizorul și producătorul filmului, în care ea a cântat toate piesele de pe folklore, într-o scenă intimă, la studioul Long Pond, împreună cu ceilalți 2 producători ai albumului, Aaron Dessener și Jack Antonoff. Aceștia au discutat fiecare piesă, povestind despre cum a fost creată, dar și semnificațiile din spatele versurilor, cântând-o apoi live. Odată cu lansarea filmului, o ediție deluxe a albumului care conținea toate piesele live a fost lansată.  

## Succes comercial

### Global
Pe Spotify a spart o tonă de recorduri. A acumulat 80 de milioane de ascultări în prima zi, devenind cel mai ascultat album feminin din istorie în prima zi pe platformă, dar și al doilea cel mai ascultat per total în prima zi . Pe Topul Global al pieselor ocupau întregul top 5, iar restul melodiilor erau toate în top 23 (albumul având 16 piese). cardigan a ajuns la #1 pe Topul Global al pieselor, cu cele mai multe ascultări într-o singură zi a anului. În plus, pe 24 iulie, Taylor a acumulat, ca artist, 97 de milioane de ascultări, cea mai mare zi pentru o artistă a anului, și una dintre cele mai mari din istorie. După prima săptămână, este cel de al doilea cel mai mare debut feminin din istorie. Pe Apple Music, albumul și piesele acestuia au inundat topurile, având 8 cântece în topul 10, și toate celelalte în top 30, iar acesta deține cele mai multe zile la #1 ale anului pe Topul Global al albumelor (40 de zile). Pe Youtube, albumul a încheiat prima zi cu cele mai multe vizionări pentru un album de o femeie, doar din video-urile cu versurile fiecărei piese.
Albumul devenise oficial cel mai mare debut feminin pentru un album din istorie pe Spotify, Apple Music și Youtube, cele mai importante servicii de streaming.
Multe dintre aceste recorduri au fost sparte de ea însăși în 2021, cu lansarea albumului Red (Taylor's Verison).
În prima zi albumul a vândut 1.3 milioane de copii global, peste 3 milioane doar într-o lună, iar acum este la peste 7 milioane de copii global, fiind primul și singurul album feminin care să atingă aceste vânzări în 2020.

### Statele Unite ale Americii
Pe Spotify US albumul a debutat cu 42 de milioane de ascultări în prima zi, devenind cel mai mare debut pentru un album feminin. Albumul având 16 piese, acestea au ocupat întregul Top 16 al topului cântecelor (nimeni reușind să acumuleze mai mult decât până și cea mai puțin ascultată piesă) în ziua de debut, iar pe parcursul primei săptămâni diferite piese de pe album au ocupat întregul Top 10 în 3 zile diferite, Taylor devenind prima artistă din istorie care să realizeze asta. Deși nu era un single oficial, piesa „the 1”, prima piesă de pe album, a fost #1 pe Topul SUA al pieselor (record pentru cele mai multe ascultări într-o singură zi a anului, dar și pentru cea mai ascultată piesă de o femeie din istorie în prima zi.) În a doua zi, adevăratul single, „cardigan”  a ajuns la #1 pe Topul SUA, Taylor ajungând la 8 melodii #1 pe acel top.
Pe iTunes Songs US, Taylor a acumulat 3 piese #1 după lansarea albumului: „cardigan”, „cardigan (cabin in candlelight version)” și „the lakes”, piesa bonus lansată odată cu versiunea deluxe a albumului. Toate acestea i-au extins recordul pentru cele mai multe piese care au ajuns la #1 pe top la 41 de piese (52 în prezent).
Pe topul Hot 100 (topul oficial al pieselor din SUA), „cardigan” a debutat la #1, devenind a șasea melodie fruntașă a lui Taylor. Piesele „the 1” și „exile” au debutat și ele la locurile #4 și #6, făcând-o pe Taylor singura femeie care a debutat 2 cântece în Top 5 și 3 în Top 10 în aceeași săptămână, și aducând numărul ei de debuturi în Top 10 la 19, cele mai multe din istorie. Toate celelalte piese de pe album, încă 13, au fost și ele prezente în top, aducându-i totalul de piese care au fost în top pe parcursul carierei la 113 piese, cele mai multe pentru o femeie. Asta o face pe Taylor și singura femeie din istorie cu două albume (consecutive) care și-au debutat toate piesele pe Hot 100.
Albumul a debutat oficial la numărul #1 pe topul Billboard 200 cu 846,000 de copii vândute în prima săptămână, devenind cel mai mare debut al anului, dar și cel mai mare debut de la propriul album, Lover în 2019. Prin acest debut, Taylor a devenit primul artist din istorie care să debuteze la #1 atât o piesă, cât și un album în aceeași săptămână. În plus, Taylor a spart următoarele recorduri: femeia cu cele mai multe albume #1 a secolului (7), singura cu 7 albume care au debutat la #1, singurul artist din istorie cu 6 albume consecutive cu un debut de peste 800,000 de copii, și se alătură lui The Beatles ca singurii artiști care au debutat cu peste 500,000 de copii cu 7 sau mai multe albume. De asemenea, Taylor deține cele mai mari debuturi ale tuturor anilor în care a lansat un album din 2010 până în prezent (2010, 2012, 2014, 2017, 2019, 2020).
Albumul a stat 8 săptămâni neconsecutive la #1, făcând-o pe Taylor femeia cu cele mai multe săptămâni la #1 din istorie, cu un total de 48 de săptămâni (55 în prezent), depășind-o pe Whitney Houston. Acest număr îl face pe folklore și cel mai longeviv album la #1 al anului 2020, dar și primul în 4 ani cu acest număr de săptămâni pe poziția fruntașă. În plus, Taylor devine prima artistă din istorie cu 3 albume diferite care au petrecut cel puțin 8 săptămâni la locul #1. Albumul a vândut 1 milion de copii de vânzări pure (doar copii digitale și fizice, fără streaming), fiind cel mai rapid album care să realizeze asta de la propriul album din 2017, reputation, și singurul de la propriul album din 2019, Lover.
Taylor a fost #1 în săptămâna de lansare a albumului pe Hot 100 (topul cântecelor), Billboard 200 (topul albumelor), Artist 100 (topul artiștilor), pentru a opta oară în cariera sa. Pe Artist 100 și-a extins recordul pentru cele mai multe săptămâni la #1, cu 41 de săptămâni (50 în prezent). Albumul este cel mai bine vândut album în SUA din vânzări pure al anului 2020, al cincilea an diferit al cariei în care să realizeze asta.

### Alte țări
În Canada, similar cu SUA, albumul a devenit al șaptelea album #1 consecutiv a lui Taylor, cu 4 săptămâni la #1. Toate piesele au debutat în topul canadian, cu cardigan, the 1, și exile în Top 10.
În Regatul Unit, albumul a debutat cu 37.000 de copii, devenind al cincilea album #1 a lui Taylor în țară, fiind una dintre doar cinci femei din istorie cu 5 albume #1 (prima în secolul XXI). Este primul album al ei care a petrecut multiple săptămâni la #1, cu 3 săptămâni neconsecutive pe poziția fruntașă. Cu cardigan, the 1, și exile debutând în Top 10, Taylor a devenit prima artistă care să debuteze 3 piese în Top 10 în aceeași săptămână.
În Irlanda, albumul a debutat cu cel mai mare număr de copii al anului, mai multe decât restul topului 5 combinate. Fiind al cincilea album #1 consecutiv a lui Taylor, ea a devenit prima artistă cu 5 albume #1. A petrecut 4 săptămâni la #1, cea mai lungă perioadă pentru un album de a lui Swift. Albumul a ajuns pe locul #1 în multe alte teritorii europene, cum ar fi Belgia, Rep. Cehă, Elveția, Norvegia, Finlanda și Danemarca, și a ajuns în top 5 în Germania, Spania, Olanda, Austria și Suedia.
În China, albumul a devenit doar în câteva zile cel mai bine vândut album „din vest” al anului, vânzând 720.000 de copii în prima săptămână.
În Australia, albumul a debutat la #1— al șasea ei album #1, și a stat la acel loc timp de 4 săptămâni, primul album din 2020 cu mai mult de 2 săptămâni la #1. „cardigan” a devenit a șasea piesă #1 a lui Taylor în regiune, iar „the 1”, „exile”, „the last great american dynasty” și „my tears ricochet” au ajuns toate în top 10. De asemenea, și aici toate cele 16 piese ale albumului au debutat în top 50, spărgând recordul pentru cele mai multe intrări în top simultane din istorie.

## Recepția critică
folklore a primit apreciere ridicată universal din partea criticilor muzical, lăudându-i valoarea sentimentală și lirismul introspectiv, numindu-l cel mai sofisticat și delicat proiect de până acum. La Metacritic, unul dintre cele mai importante site-uri ce acumulează recenzii, ce funcționează pe baza unui scor din 100, albumul a primit un scor de 88/100, cel mai mare scor al carierei pentru Taylor, dar și un scor ridicat pentru un album cu acest nivel de succes comercial. Acest scor este clasificat ca „apreciere universală”.
Rolling Stone a lăudat abilitățile de scriere ale lui Taylor, numind acest album ca cel mai intim proiect al ei, prin „cea mai adâncă compasiune și empatie”. Un element viu al „povestirii” lui Swift, prină de imaginație și elemente vizuale, a fost remarcat și de Pitchfork, considerând albumul un pas matur în discografia artistei, păstrând totuși nucleul ei de scriitor. BBC a clasat albumul ca un album indie, ce se confruntă cu nostalgia și greșeli „îmbinându-se perfect cu timpurile”. Consequence of Sound a apreciatat maturitatea lirismului, în special schimbarea perspectivei la persoana a III-a, lucru ce nu a fost precedent în niciunul din proiectele lui Taylor. Alții critici impresionați de lirismul albumului au fost The Daily Telegraph și NME.
Alții au întâmpinat noul sunet al pieselor cu plăcere, Variety spunând ca Taylor este una dintre puținii artiști pop care sunt voitoare să experimenteze cu sunetul proiectelor sale. The Guardian a numit albumul atât cel mai coeziv al carierei lui Taylor, dar și cel mai experimental. Entertainment Weekly a numit proiectul o mișcare curajoasă din partea artistei, pentru a-și pune la încercare audiența.The Independent a lăudat „rafinata poezie, bazată pe pian”. Deși unii critici au fost puțin mai rezervați cu lauda, spunând că schimbare de sunet nu este în totalitate experimentală, au apreciat totuși că Swift și-a arătat o nouă parte artistică.
The Guardian a numit albumul unul dintre cele mai bune realizare în carantină, iar NME l-a numit unul dintre cele mai bune albume tomnatic.

### Clasare pe listele anuale
Multe publicații au numit albumul unul dintre cele mai bune ale anului, cu „Time”, „Billboard”, „Rolling Stone”, „Variety”, „Business Insider”, „LA Times”, și „USA Today” clasându-l la #1 pe clasamentele lor anuale. De asemenea, 10 din cele 17 piese de pe album au fost numite unele dintre cele mai bune ale anului: „the 1„, „cardigan”, „the last great american dynasty”, „exile”, „mirrorball”, „seven”, „august”, „this is me trying”, „invisible string” și „betty”. Unii critici au avut o „remiză” pentru titlul de cel mai bun album al anului, numind atât folklore, cât și albumul-soră al acestuia, evemore, ca fiind cele mai bune.
| Critic/Publicație    | Listă                                | Locul |
| -------------------- | ------------------------------------ | ----- |
| Billboard            | Top 50 Best Albums of 2020           | 1     |
| Rolling Stone        | The 50 Best Albums of 2020           | 1     |
| TIME                 | Best Albums of 2020                  | 1     |
| Insider              | The 20 Best Albums of 2020           | 1     |
| LA Times             | The 10 Best Albums of 2020           | 1     |
| Business Insider     | The 20 Best Albums of 2020           | 1     |
| USA Today            | The 10 Best Albums of 2020           | 1     |
| UPROXX               | The Best Albums of 2020              | 1     |
| NME                  | The 50 Best Albums of 2020           | 2     |
| People               | The Top 10 Albums of 2020            | 2     |
| Idolator             | Top 70 Best Pop Albums of 2020       | 2     |
| Chorus.fm            | Top 30 Albums of 2020                | 2     |
| Genius               | Best Albums of 2020                  | 3     |
| Gigwise              | The Gigwise 51 Best Albums of 2020   | 3     |
| New York Times       | Jon Pareles' Best Albums of 2020     | 4     |
| Slant                | The 50 Best Albums of 2020           | 4     |
| The Forty-Five       | The 45 Best Albums of 2020           | 4     |
| Entertainment Weekly | The 15 Best Albums of 2020           | 5     |
| Stereogum            | The 50 Best Albums of 2020           | 5     |
| Cleveland            | Best Albums of 2020                  | 5     |
| Albumism             | The 100 Best Albums of 2020          | 5     |
| The A. V. Club       | THe 20 Best Albums of 2020           | 6     |
| Recommened listen    | Best Albums of 2020                  | 6     |
| Good Morning America | The 50 Best Albums of 2020           | 7     |
| DIY                  | DIY's Albums of 2020                 | 7     |
| What Hi-Fi?          | 20 of Best Albums of 2020            | 7     |
| Associated Press     | Top Albums of 2020                   | 8     |
| Dork Magazine        | Albums of the Year 2020              | 8     |
| The Guardian         | The 50 Best Albums of 2020           | 9     |
| Independent          | The 40 Best Albums of 2020           | 10    |
| GAFFA Magazine       | The 20 Best Foreign Albums of 2020   | 10    |
| New York Times       | Lindsay Zoladz's Best Albums of 2020 | 11    |
| Riff Magazine        | The 75 Best Albums of 2020           | 11    |
| Discogs              | The Best Albums of 2020              | 11    |
| HUMO                 | Best Records of 2020                 | 11    |
| COMPLEX              | The Best Albums of 2020              | 13    |
| Exclaim!             | 50 Best Albums of 2020               | 22    |
| Consequence of Sound | Top 50 Albums of 2020                | 27    |
| Pitchfork            | The 50 Best Albums of 2020           | 29    |

## Impact și „moștenire”
Lansarea albumului a declanșat un brusc, răspândit interes în termenul „folclor”. Ca răspuns la acest interes, Societatea Folclorului American a lansat un website numit „What is Folklore?” („Ce este folclorul?”) și a participat într-o campanie online pentru a educa lumea despre studiile despre folclor.
folklore a fost contextualizat ca un proiect al lockdown-ului și a câștigat o reputație ca fiind albumul arhetipic al carantinei. The Guardian spune că folklore a fost o pauză de liniște în urma evenimentelor haotice. The Daily Telegraph l-a numit „un triumf rafinat, empatic al carantinei”. NME a scris că albumul va fi amintit ca „albumul chintesențial al lockdown-ului”, care „s-a simțit ca perfectul acompaniament a singurătății ciudate” a anului 2020. Insider a scris că albumul va fi știut ca și „capodopera carantinei”. Rolling Stone a spus că albumul va rămâne în istorie ca „albumul definitiv de carantină”, pentru comfortul si catharsis-ul pe care le-a oferit „fix când trebuia mai mult”. Billboard a spus că folklore o să fie celebrat ca unul dintre cele mai influente albume ale lui Taylor datorită transcenderii vremurilor fără precedent și eliberării ascultătorilor de la o viață monotonă distant socială. Uproxx a notat cum folklore a schimbat tonul muzicii din 2020, și că impactul asupra peisajului cultural al acestuia „nu poate fi măsurat”.
Albumul a fost cel mai popular album al anului 2020 pe site-ul Genius (site în care pot fi văzute toate versurile tuturor pieselor, dar și explicații pentru fiecare), iar Swift a fost cel mai căutat artist pe site. Taylor a fost cel mai bine plătit artist solo global, dar și cel mai bine plătit din SUA, al anului 2020, doar din câștigurile de la albumele ei din 2020. 
Phoebe Bridgers a sugerat ca următorul ei album va fi influențat de folklore. În Ianuarie 2021, Hayley Williams (din Paramore) și-a lansat al doilea album, Flowers for Vases / Descansos, pe care l-a descris ca „folklore”-ul ei. Criticii au observat influențe ale albumului în una dintre cele mai mari piese ale lui 2021, drivers license, de Olivia Rodrigo.

## Premii și nominalizări
La Premiile People's Choice, Taylor a primit 2 nominalizări, una pentru „Albumul lui 2020” pentru folklore și cealaltă pentru „Artista lui 2020”. La Premiile American Music a fost nominalizată de 4 ori: „Artistul Anului” (record–cele mai multe nominalizări în categorie), „Artista Pop/Rock Favorită”, „Albumul Pop/Rock Favorit” cu folklore și „Videoclipul Favorit” cu „cardigan”, din care a câștigat 3, inclusiv „Artistul Anului”, pentru al treilea an consecutiv. Apple Music Awards au onorat-o cu premiul „Scriitorul Anului” pentru munca și lirismul de pe album. La Danish Music Awards, cea mai importante ceremonie de premii a Danemărcii, folklore a câștigat „Albumul Internațional al Anului”.
La ediția din 2021 a Premiilor Grammy, Taylor a fost al doilea cel mai nominalizat artist, cu 6 nominalizări. Cinci dintre ele au fost pentru folklore și piesele sale: albumul a câștigat „Albumul Anului”, fiind al treilea câștig al carierei artistei, devenind prima și singura femeie din istorie cu 3 câștiguri în cea mai prestigioasă categorie a ceremoniei, dar și primul artist care să le câștige pe acestea cu albume categorisite în 3 genuri de muzică diferite (country, pop, alternative). De asemenea, acesta a fost nominalizat pentru „Cel mai bun Album Vocal Pop”. Lead single-ul albumului, „cardigan”, a fost nominalizat pentru „Piesa Anului”, Swift spărgând recordul pentru cele mai multe nominalizări în această categorie (5), care premiază lirismul și scriitorii unui cântec, dar și pentru „Cel mai bun Cântec Pop Solo”. În plus, colaborarea ei cu Bon Iver, „exile”, a fost nominalizată pentru „Cel mai bun Cântec al unui Duo/Grup Pop”.
| An   | Beneficiar              | Premiu                                                                                         | Rezultat     |
| ---- | ----------------------- | ---------------------------------------------------------------------------------------------- | ------------ |
| 2020 | folklore                | Guinness World Records Cele mai multe ascultări într-o zi pentru un album pe Spotify (feminin) | Câștigat     |
| 2020 | Taylor Swift (folklore) | Premiile ARIA Music Artistul Internațional                                                     | Nominalizare |
| 2020 | folklore                | Premiile People's Choice Albumul Anului                                                        | Nominalizare |
| 2020 | folklore                | Premiile American Music Albumul Pop/Rock Favorit                                               | Nominalizare |
| 2020 | Taylor Swift (folklore) | Apple Music Awards Scriitorul Anului                                                           | Câștigat     |
| 2020 | folklore                | Danish Music Awards Albumul Internațional al Anului                                            | Câștigat     |
| 2021 | folklore                | Gold Derby Music Awards Albumul Anului                                                         | Câștigat     |
| 2021 | folklore                | Premiile Grammy Albumul Anului                                                                 | Câștigat     |
| 2021 | folklore                | Premiile Grammy Cel Mai Bun Album Vocal Pop                                                    | Nominalizare |
| 2021 | folklore                | Netease Cloud Music Cel Mai Bun Album Occidental                                               | Câștigat     |
| 2021 | folklore                | Netease Cloud Music Cel mai bun Album Folk                                                     | Câștigat     |
| 2021 | folklore                | Premiile Gaffa Albumul Internațional al Anului                                                 | Nominalizare |
| 2021 | folklore                | Premiile Japan Gold Disc Cele Mai Bune 3 Albume Occidentale                                    | Câștigat     |
| 2021 | folklore                | Premiile Billboard Music Albumul de Top Billboard 200                                          | Nominalizare |
| 2021 | folklore                | Premiile iHeartRadio Music Cel Mai Bun Album Pop                                               | Câștigat     |

## Lista pieselor
| Lista pieselor de pe „folklore” |                                   |                                        |                                    |         |  |
| Nr.                             | Titlu                             | Autor(i)                               | Producător(i)                      | Lungime |  |
| 1.                              | „the 1”                           | Taylor Swift • Aaron Dessner           | Dessner                            | 3:30    |  |
| 2.                              | „cardigan”                        | Swift • Dessner                        | Dessner                            | 3:59    |  |
| 3.                              | „the last great american dynasty” | Swift • Dessner                        | Dessner                            | 3:51    |  |
| 4.                              | „exile (ft. Bon Iver)”            | Swift • William Bowery • Justin Vernon | Dessner • Joe Alwyn                | 4:45    |  |
| 5.                              | „my tears ricochet”               | Swift                                  | Swift • Jack Antonoff              | 4:15    |  |
| 6.                              | „mirroball”                       | Swift • Antonoff                       | Swift • Antonoff                   | 3:29    |  |
| 7.                              | „seven”                           | Swift • Dessner                        | Dessner                            | 3:28    |  |
| 8.                              | „august”                          | Swift • Antonoff                       | Swift • Antonoff • Alwyn           | 4:21    |  |
| 9.                              | „this is me trying”               | Swift • Antonoff                       | Swift • Antonoff • Alwyn           | 3:15    |  |
| 10.                             | „illicit affairs”                 | Swift • Antonoff                       | Swift • Antonoff • Alwyn           | 3:10    |  |
| 11.                             | „invisible string”                | Swift • Dessner                        | Dessner                            | 4:12    |  |
| 12.                             | „mad woman”                       | Swift • Dessner                        | Dessner                            | 3:57    |  |
| 13.                             | „epiphany”                        | Swift • Dessner                        | Dessner                            | 4:49    |  |
| 14.                             | „betty”                           | Swift • Bowery                         | Swift • Antonoff • Dessner • Alwyn | 4:54    |  |
| 15.                             | „peace”                           | Swift • Dessner                        | Dessner                            | 3:54    |  |
| 16.                             | „hoax”                            | Swift • Dessner                        | Dessner                            | 3:40    |  |
| Lungime totală:                 | Lungime totală:                   | Lungime totală:                        | Lungime totală:                    | 63:29   |  |

| Piesa bonus pe versiunea „deluxe” a albumului |                 |                  |                  |         |  |
| Nr.                                           | Titlu           | Autor(i)         | Producător(i)    | Lungime |  |
| 17.                                           | „the lakes”     | Swift • Antonoff | Swift • Antonoff | 3:32    |  |
| Lungime totală:                               | Lungime totală: | Lungime totală:  | Lungime totală:  | 67:01   |  |

William Bowery este un pseudonim pentru Joe Alwyn— fostul iubit al lui Taylor. L-au folosit pentru piesele pe care le-au scris împreună pentru album.

## Topuri
| Top                                      | Poziția maximă |
| ---------------------------------------- | -------------- |
| Argentinian Albums (CAPIF)               | 1              |
| Australian Albums (ARIA)                 | 1              |
| Austrian Albums (Ö3 Austria)             | 2              |
| Belgian Albums (Ultratop Flanders)       | 1              |
| Belgian Albums (Ultratop Wallonia)       | 3              |
| Canadian Albums (Billboard)              | 1              |
| Czech Albums (ČNS IFPI)                  | 1              |
| Danish Albums (Hitlisten)                | 1              |
| Dutch Albums (MegaCharts)                | 2              |
| Finnish Albums (Suomen virallinen lista) | 1              |
| French Albums (SNEP)                     | 12             |
| German Albums (Media Control)            | 5              |
| Hungarian Albums (MAHASZ)                | 7              |
| Irish Albums (IRMA)                      | 7              |
| Italian Albums (FIMI)                    | 8              |
| Japanese Albums (Oricon)                 | 10             |
| New Zealand Albums (Recorded Music NZ)   | 1              |
| Norwegian Albums (VG-lista)              | 1              |
| Polish Albums (ZPAV)                     | 8              |
| Portuguese Albums (AFP)                  | 2              |
| Scottish Albums (OCC)                    | 2              |
| Spanish Albums (PROMUSICAE)              | 2              |
| Swedish Albums (Sverigetopplistan)       | 3              |
| Swiss Albums (Schweizer Hitparade)       | 1              |
| UK Albums (OCC)                          | 1              |
| US Billboard 200                         | 1              |
| US Top Alternative Albums (Billboard)    | 1              |

## Vânzări bazate pe certificări
| Regiune | Certificări | Vânzări    |
| --- | ----------- | ---------- |
| Australia (ARIA) | Platinum    | 70.000^    |
| China | 2× Diamond  | 2.000.000  |
| Danemarca (IFPI Denmark) | Platinum    | 20.000     |
| Noua Zeelandă (RMNZ) | Platinum    | 15.000     |
| Brazilia (ABPD) | Gold        | 20.000*    |
| Regatul Unit (BPI) | Gold        | 100.000    |
| Statele Unite (RIAA) | Platinum    | 1.000.000^ |
| *cifrele de vânzări sunt bazate pe un singur certificat ^cifrele cargo sunt bazate pe un singur certificat xcifrele nespecificate sunt bazate pe un singur certificat |             |            |

Certificările și numărul vânzărilor asociate acestora nu reprezintă numerele din prezent, deoarece multe nu au mai fost actualizate de ceva vreme. De exemplu, albumul este certificat doar Platinum (1 milion de copii) în SUA, dar este eligibil pentru 3×Platinum (3 milioane de copii).